# أونا ليدنغهام
أونا كريستينا ليدنغهام (بالإنجليزية: Una Christina Ledingham)‏ (2 يناير 1900 - 19 نوفمبر 1965) هي طبيبةٌ بريطانية، تُعرف لدراساتها السكري الحملي.

## بداية حياتها والتعليم
ولدت أونا بتاريخ 2 يناير 1900. التحقت بمدرسة ساوث هامبستيد الثانوية [الإنجليزية] ومدرسة لندن للطب للنساء، ثم التحقت بجامعة لندن، حيث حصلت على درجة بكالوريوس الطب والجراحة عام 1923. عملت في مستشفيات برومبتون ورويال فري ومستشفى رويال نورثرن حتى عام 1925، وفي نفس العام تزوجت من جون ليدنغهام، وأنجبت منه ابنًا وابنة. حصلت على درجة الماجستير في الطب عام 1927 من مدرسة لندن للطب للنساء. في الفترة ما بين 1925 حتى 1931، كانت موظفةً مسجلةً هناك وأصبحت طبيبة عام 1931. أثناء عملها في مستشفى هامبستيد العام ومستشفى ماري كوري أصبحت مهتمةً بمرض السكري، وكانت خبيرةٍ في مشاكل الحوامل المصابات بهذا المرض.

## العمل
كانت ضمن طاقم العمل في مستشفى ماري كوري ومستشفى هامبستيد العام من عام 1931 حتى نهاية حياتها المهنية. درست هناك مرض السكري أثناء الحمل. كما أصبحت خبيرةً في مشاكل النساء الحوامل المصابات بهذا المرض.

## التكريمات
أونا عضوةٌ في عدة مجموعات، تتضمن مجلس أمناء مستشفى رويال فري [الإنجليزية] (من 1957 إلى 1960) وكلية الأطباء الملكية، حيث انتخبت زميلةً في عام 1942.